# Zeemaneffect

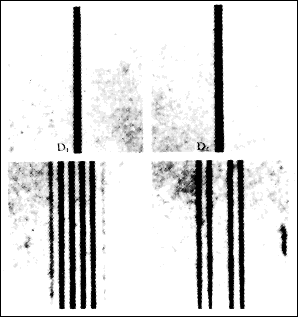
Het zeemaneffect, zoals dat optreedt bij de natrium D-lijn.

Het zeemaneffect is het natuurkundige verschijnsel dat spectraallijnen van een atoom dat vanuit een aangeslagen toestand licht uitzendt, worden opgesplitst in aanwezigheid van een sterk magnetisch veld. Het externe magnetische veld heeft tot gevolg dat de twee mogelijke spintoestanden van het elektron in energie gaan verschillen: met het externe veld mee gericht of ertegen in. Dit is een van de bewijzen voor het bestaan van kwantisatie in de elektronenbanen rond het atoom, en daarmee een van de aanwijzingen van de juistheid van de kwantummechanica.
De elektrische tegenhanger van het zeemaneffect is het starkeffect, de splitsing van de spectraallijnen van atomen en moleculen in een elektrisch veld.

## Ontdekking en betekenis
Om onderlinge verbanden tussen de verschillende natuurkrachten te ontdekken werd in de negentiende eeuw onder meer onderzoek gedaan naar de invloed van magnetische velden op licht. Michael Faraday had in 1862 ontdekt dat licht van een kaarsvlam door magneetvelden wordt gepolariseerd.
De Leidse natuurkundige Pieter Zeeman was in 1896, als vervolg op zijn promotieonderzoek naar het kerreffect, een onderzoek gestart naar het effect van magneetvelden op licht. In het laboratorium van Heike Kamerlingh Onnes in Leiden had hij tussen de poolschoenen van een krachtige elektromagneet een preparaat keukenzout (NaCl) aangebracht en vervolgens dusdanig verhit dat het ging gloeien met de karakteristieke gele kleur van natrium. Wanneer de elektromagneet werd aangezet nam hij waar dat de sterke gele spectraallijn van natriumlicht breder werd onder invloed van het magnetisch veld.

### Normaal zeemaneffect
Nadat Zeeman het effect aan Kamerlingh Onnes had getoond, deed deze namens hem eerst mededeling ervan in een vergadering van de Koninklijke Nederlandse Akademie van Wetenschappen. Niet lang daarna wist Hendrik Lorentz het verschijnsel te verklaren met zijn elektromagnetische theorie. Hij impliceerde dat de door Zeeman waargenomen verbreding eigenlijk een splitsing betrof in twee of drie afzonderlijke spectraallijnen. Volgens Lorentz werd het licht van de spectraallijnen veroorzaakt door 'lichtionen', geladen deeltjes die rondcirkelen in atomen. Op basis van de maxwellvergelijkingen had hij (theoretisch) de bewegingen van deeltjes in een magneetveld bepaald. Niet alleen kon hij met zijn theorie het zeemaneffect voorspellen, maar ook de verhouding tussen de lading en de massa van deze 'lichtionen' bepalen.
Dat Zeeman slechts een verbreding en geen splitsing waarnam, kwam volgens Lorentz door de beperkte resolutie van de rowlandtralie die Zeeman had gebruikt. Pas toen Zeeman zijn experimenten uitvoerde met cadmium in plaats van natrium nam hij de door Lorentz voorspelde splitsing van de spectraallijnen waar. Dankzij het zeemaneffect kon de structuur van het atoom worden bepaald. In 1897 ontdekte de Britse fysicus Joseph John Thomson het elektron, waarvan de verhouding tussen massa en lading overeenkwam met die van Lorentz' 'lichtion'. Het door Lorentz bedachte deeltje bleek dus Thomsons elektron te zijn, waarvan Niels Bohr later veronderstelde dat het in (gekwantiseerde) banen rondom de atoomkern cirkelt.

### Anomaal zeemaneffect
Lorentz' theorie kon slechts een drievoudige splitsing, dat het normale zeemaneffect werd genoemd, verklaren. Bij verder onderzoek ontdekten verschillende natuurkundigen dat bij sommige materialen de spectraallijnen zich opsplitsen in méér dan drie lijnen. Dit verschijnsel werd het anomale zeemaneffect genoemd. In eerste instantie werd het anomale zeemaneffect door Bohr en andere fysici toegeschreven aan een 'resterend' draai-impulsmoment van de atoomkern. In een fundamenteel artikel verwierp Wolfgang Pauli deze verklaring. In plaats daarvan voerde hij een nieuw, vierde kwantumgetal voor het elektron in, waarbij geen twee elektronen in dezelfde kwantumtoestand kunnen bestaan. Deze stelling vormde de basis van zijn pauliverbod, ook wel uitsluitingsprincipe genaamd.
Pas nadat het atoommodel van Bohr aangepast was met het concept van elektronenspin, in 1923 geïntroduceerd door Samuel Goudsmit en George Uhlenbeck, kon het anomale zeemaneffect, dat het dubbele van het aantal lijnen te zien gaf, verklaard worden. Behalve een elementaire elektrische lading heeft het elektron ook een elementair magnetisch moment dat samenhangt met het kwantumgetal spin.
Bij zeer sterke magneetvelden verenigen bepaalde spectraallijnen zich, zodat weer het beeld van het normale zeemaneffect ontstaat. Deze overgang wordt het Paschen-Back-effect genoemd. 